# 美丽唐松草
美丽唐松草（学名：Thalictrum reniforme）为毛茛科唐松草属下的一个种。

## 扩展阅读
- 維基物種上的相關：美丽唐松草